# Liste der Kardinalskreierungen Sergius’ IV.
Papst Sergius IV. (1009–1012) kreierte in den drei Jahren seines Pontifikates insgesamt 10 Kardinäle.

## 1010
- Benedikt, Kardinalpriester von S. Stefano al Monte Celio, † vor 1012
- Gregorio, Kardinalpriester (Titelkirche unbekannt)[2]

## 1012
Fast alle Kardinäle, die im Jahr 1012 kreiert wurden, nahmen an der Lateransynode von 1015 teil.
- Benedetto, Kardinalbischof von Silva Candida (oder Santa Rufina)[4], † um 1024
- Stephan, Kardinalpriester von S. Cecilia, † vor 1033
- Johannes, Kardinalpriester von S. Croce in Gerusalemme, † vor 1033
- Johannes, Kardinalpriester von S. Susanna, † vor 1033
- Pietro, Kardinalpriester von S. Lorenzo in Damaso, † um 1027
- Pietro, Kardinalpriester von S. Marco, † vor 1033
- Sebastiano, Kardinalpriester von S. Clemente, † um 1021
- Vernerius, Kardinalpriester (Titelkirche unbekannt)